# Crowbar
 (mai 2021).
Si vous disposez d'ouvrages ou d'articles de référence ou si vous connaissez des sites web de qualité traitant du thème abordé ici, merci de compléter l'article en donnant les références utiles à sa vérifiabilité et en les liant à la section « Notes et références ».
 (mai 2021).
Pour les articles homonymes, voir Crowbar (homonymie).
Crowbar est un groupe de sludge metal américain, originaire de La Nouvelle-Orléans, État de Louisiane. Le groupe se caractérise par des musiques lentes et des atmosphères lourdes, menaçantes et tendues alliant des passages punk hardcore rapides. À ce jour, Crowbar est considéré comme l’un des groupes les plus influents de la scène metal NOLA (c'est-à-dire originaire de La Nouvelle-Orléans).

## Biographie

### Origines (1988–1991)
Les fondations du groupe remontent à 1988 quand Kirk Windstein rejoint le groupe de punk hardcore Shell Shock à La Nouvelle-Orléans. Il y rencontre Jimmy Bower, leur batteur, avec qui il devient rapidement ami. Le groupe se sépare à la suite du suicide en fin d’année 1988 de Mike Hatch, le guitariste du groupe. Le groupe choisit Kevin Noonan pour remplacer Mike Hatch qui évoluait jusqu’alors dans le groupe Aftershock, groupe où Windstein et Bower commencent à jouer un punk hardcore agrémenté de Doom metal.
Sous ce nom, ils sortent une démo à la mi-1989 et se renomment Wregiuem, et s’entourent de Mike Savoie, bassiste ayant quitté le groupe aussi rapidement qu’il était arrivé (il figure dans des vidéos de Crowbar, dans Down et Pantera). C’est finalement Todd Strange qui les rejoint à la basse. En 1990, ils troquent leur nom pour The Slugs, sortent une démo à la mi 1990; le groupe se sépare ensuite. Kirk officie ensuite en tant que guitariste pour le groupe Exhorder. Mais Kirk et Todd reforment le groupe avec Craig Nunenmacher à la batterie et Kevin Noonan toujours à la guitare. Le groupe trouve son nom définitif à la mi 1991 : Crowbar.

### Carrière musicale (depuis 1991)
Le premier album du groupe, Obedience Through Suffering, sort en 1991 mais ne remporte qu’un succès d’estime. En 1993, sort leur album éponyme, Phil Anselmo (Pantera, Down et Superjoint Ritual), un ami du groupe, produit l’enregistrement qui est finalement à l’origine de la promotion nationale du show de MTV Headbangers Ball. Les vidéos de All I Had (I Gave) et Existence is Punishment sont jouées dans la série Beavis et Butt-Head. À la suite de ce succès, le groupe embarque aux côtés de Pantera pour de colossales tournées et peut enregistrer de nombreux albums.
Leurs prestations dans de grands stades sont immortalisées dans la vidéo de Pantera intitulée Home Video 3 et dans la vidéo faite maison de Crowbar Like Broken Glass. Le groupe continue de tourner et d’enregistrer des albums. En 1994, les clips vidéos de Pantera de la chanson I'm Broken montre Phil Anselmo portant un tee-shirt de Crowbar / Eyehategod. Le batteur Craig Nunenmacher, présent dans le line-up depuis le début, quitte le groupe en 1996 et est remplacé par Jimmy Bower de Down et Eyehategod. Lors de la sortie de l’album Broken Glass en 1996, Phil Anselmo intervient en seconde voix sur plusieurs titres. En 2000, après l’enregistrement et la sortie de l’album Equilibrium avec Sid Montz à la batterie, Craig Nunenmacher leur premier batteur revient dans le groupe pour la tournée intitulée Penchant For Violence Tour avec The Brotherhood of Brewtality, (la fraternité dans la brutalité montante, infusante) Black Label Society et Sixty Watt Shaman. À la moitié de la tournée, Nunenmacher est remplacé par le batteur de Black Label Society, Phil Ondich qui dut faire une double prestation sur le reste de la tournée avant de se consacrer ensuite intégralement à Black Label Society.
Le groupe poursuit ses prestations en s’associant à d’autres groupes de metal NOLA comme Goatwhore et Acid Bath. Pour leur album de 2005 : Lifesblood for the Downtrodden, le bassiste de Pantera Rex Brown leur prête main-forte et joue aussi les parties au clavier. Warren Riker, le producteur de Down les assiste dans la production de cet album. En mars 2008, une réédition est annoncée pour l’Europe de leurs albums Crowbar (1993), Time Heals Nothing (1995) et du maxi Live+1 (1995) agrémentés de bonus et de titres multimédia.
Le groupe officie davantage durant les années 2010 sur des reprises d’autres groupes. Crowbar s’est associé à Gary Wright sur Dream Weaver dans leur album Equilibrium et reprend Remember Tomorrow d’Iron Maiden sur Odd Fellows Rest, et aussi le titre de Led Zeppelin No Quarter sur Crowbar.

## Style musical
Le groupe a cité des groupes tels que Black Sabbath, Corrosion of Conformity, Metallica, AC/DC, Black Flag, Blue Öyster Cult, Celtic Frost, Deep Purple, Iron Maiden, Led Zeppelin, Megadeth, Melvins, Nirvana, Pantera, Saint Vitus et The Obsessed comme influences artistiques.
La musique de Crowbar est qualifiée de metal alternatif, de heavy metal, de sludge metal et de doom metal, et elle se caractérise par une musique aux sonorités lourdes et aux tempos lents dû aux influences telles que Black Sabbath, Led Zeppelin, Melvins et Nirvana. On retrouve chez Crowbar des morceaux aux sonorités menaçantes et tendues comme High Rate Extinction, The Cemetery Angels, To Carry the Load, New Man Born, Dead Sun et I Feel the Burning Sun, des titres plus tristes et plus mélancoliques comme I Have Failed, Planets Collide, December's Spawn, The Lasting Dose et Echo An Eternity mais également des titres plus calmes et plus psychédéliques comme la chanson-titre Odd Fellow's Rest, To Touch the Hand of God, In Times Of Sorrow ou A Farewell to Misery mais tout en restant aussi nihiliste.
Les guitares du groupe ne sont jamais accordées en standard mais plutôt avec un accordage alternatif comme l'accordage B-F#-B-E-G#-C# sur To Build A Mountian et Planets Collide ou l'accordage C-G-C-F-A-D sur The Cemetery Angels, ces accordages permettent obtenir des riffs et des sons plus graves et plus volumineux. Les thèmes principalement abordés dans les chansons de Crowbar sont le nihilisme, les échecs personnels, l'amour et l'amitié ainsi que la mort et la fin du monde.
Bien que le groupe ne bénéficie pas d'une grande popularité il demeure l'un des groupes les plus influents de la scène Metal de la Nouvelle-Orléans en particulier du sludge metal en étant un leader du style mais aussi du doom metal et du stoner metal. Des groupes comme Om, Down, Bongzilla, Alabama Thunderpussy, Snapcase, Mastodon, Dethklok, Weedeater, Cult of Luna et Baroness se déclarent de l'influence du groupe.

Crowbar Live @ Free & Easy Festival 2015
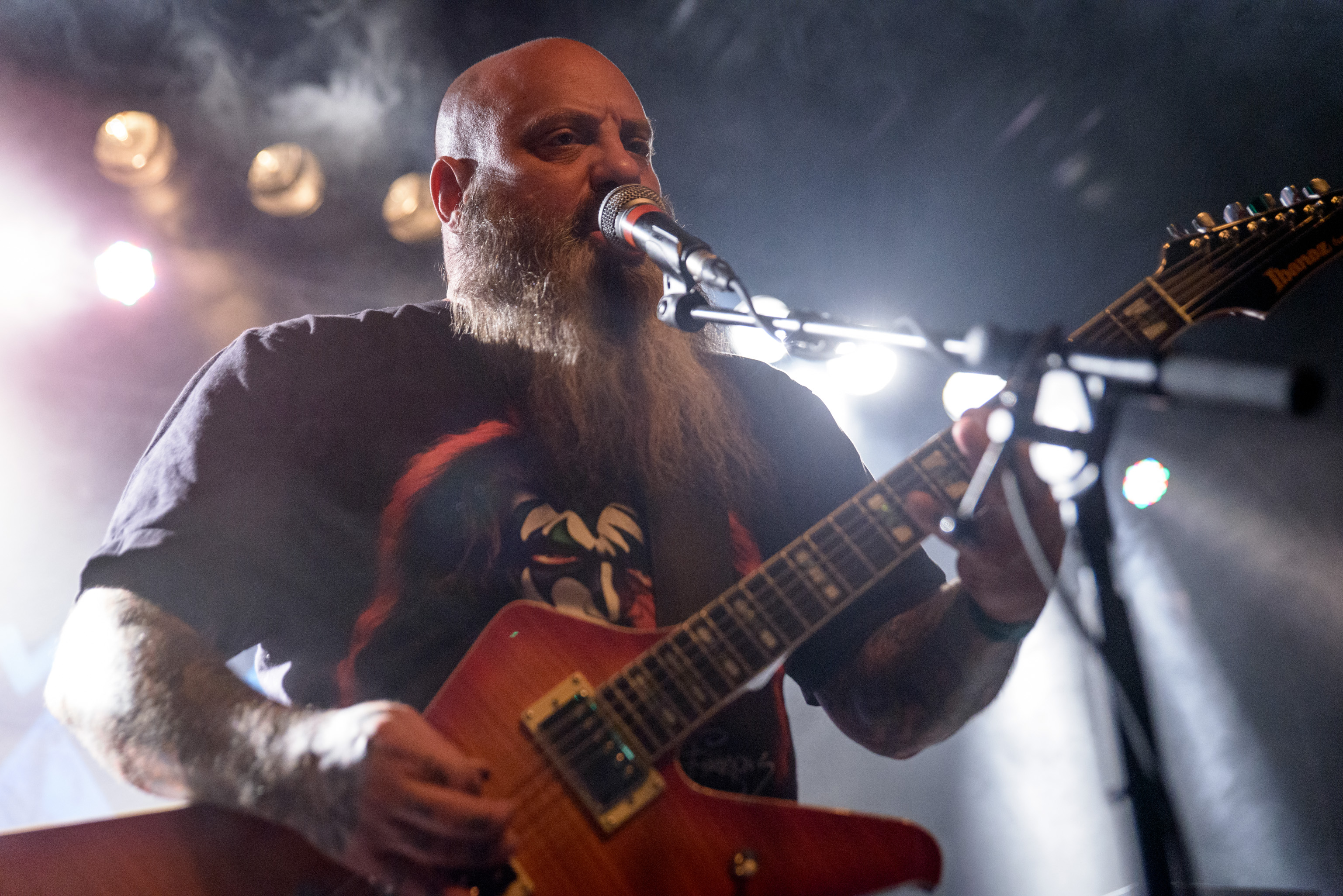
Kirk Windstein
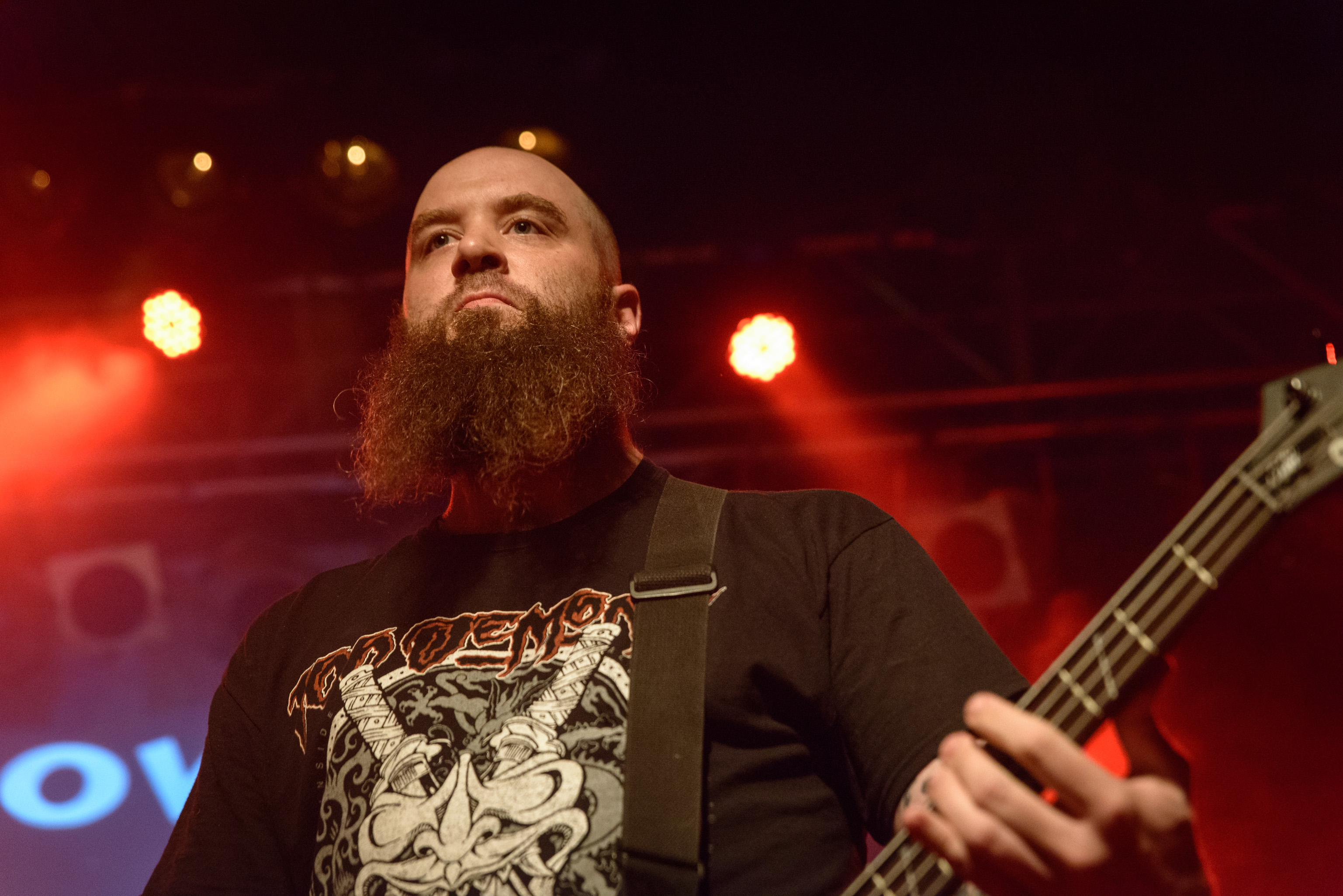
Jeff Golden
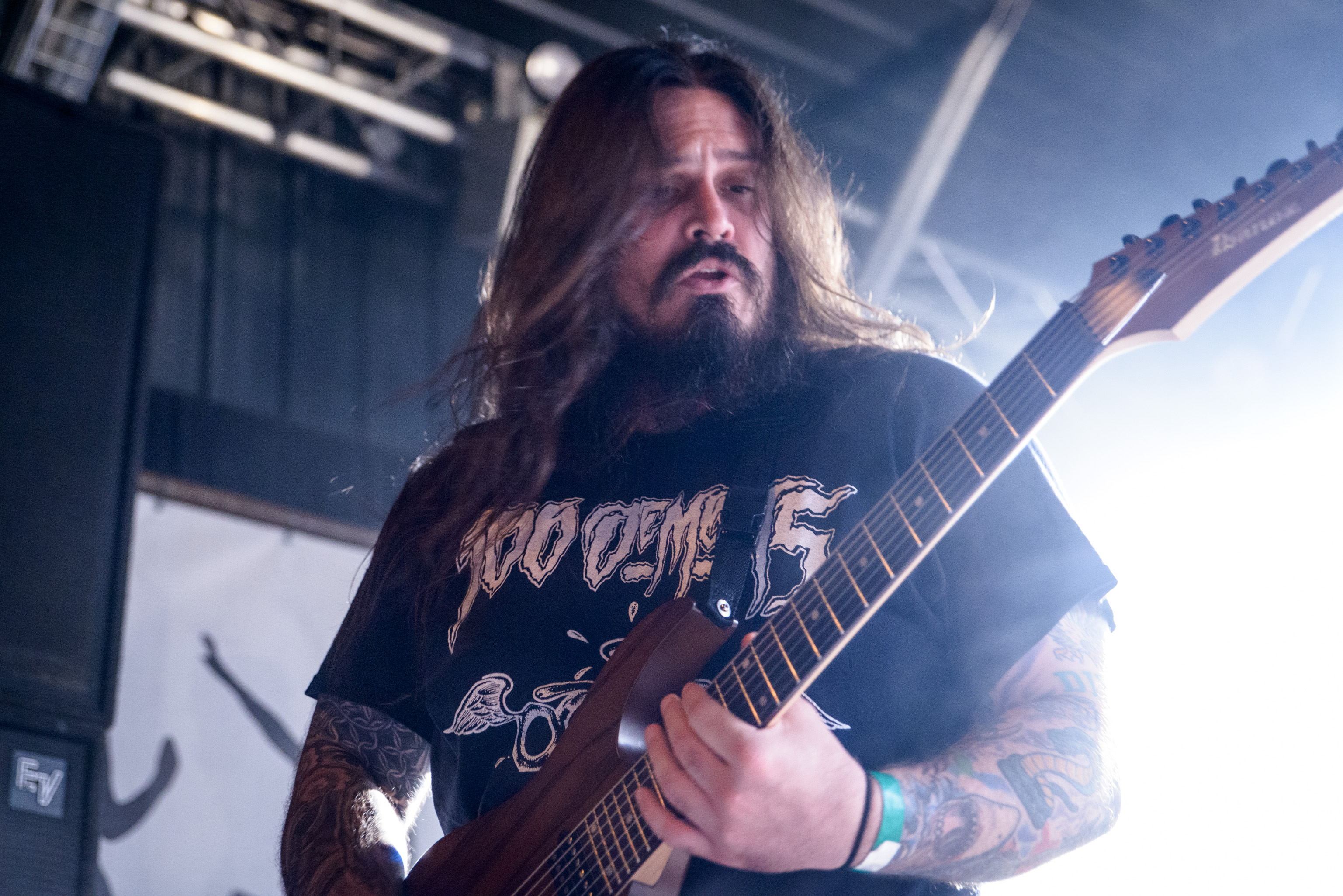
Matthew Brunson

Crowbar au Hellfest 2018
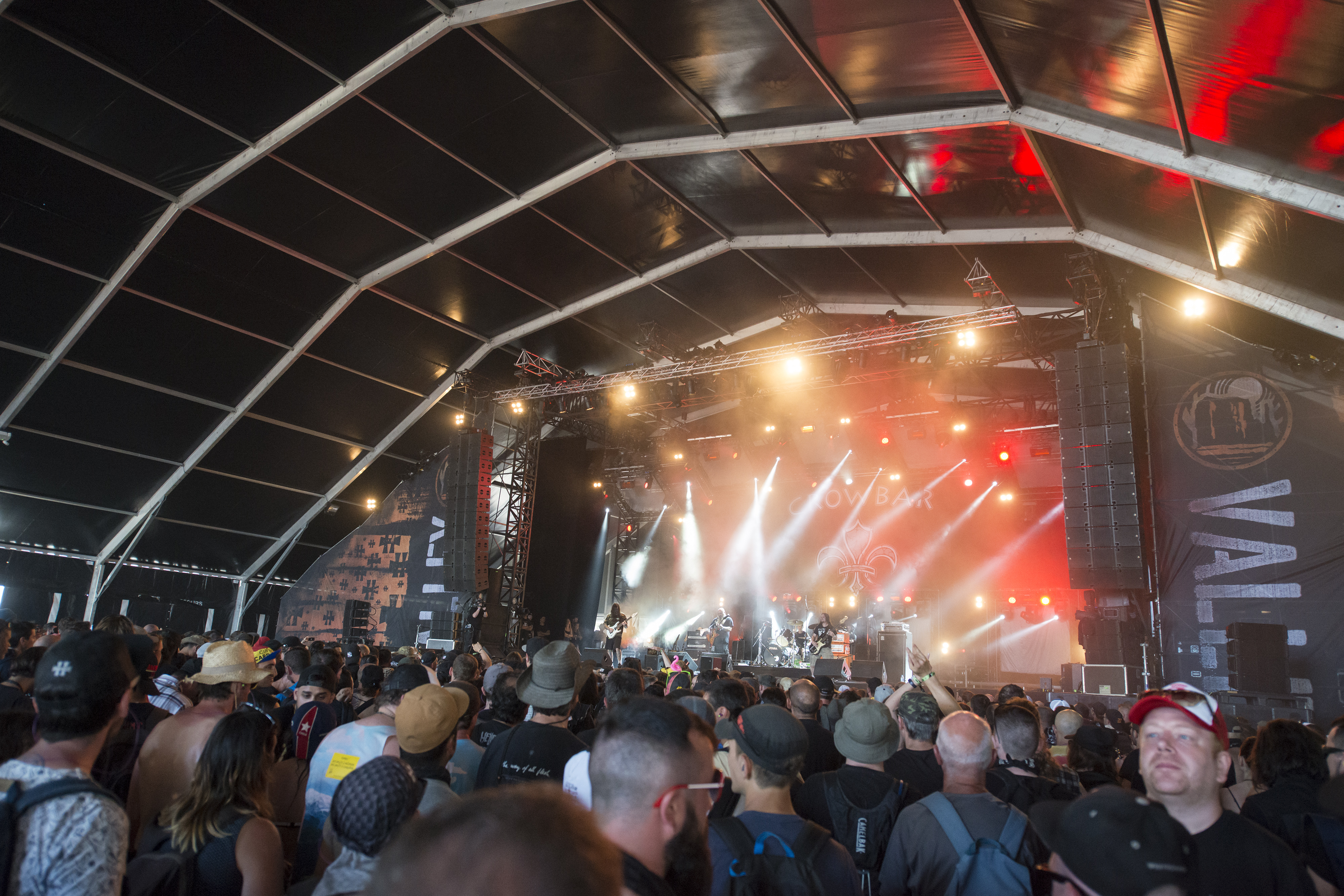
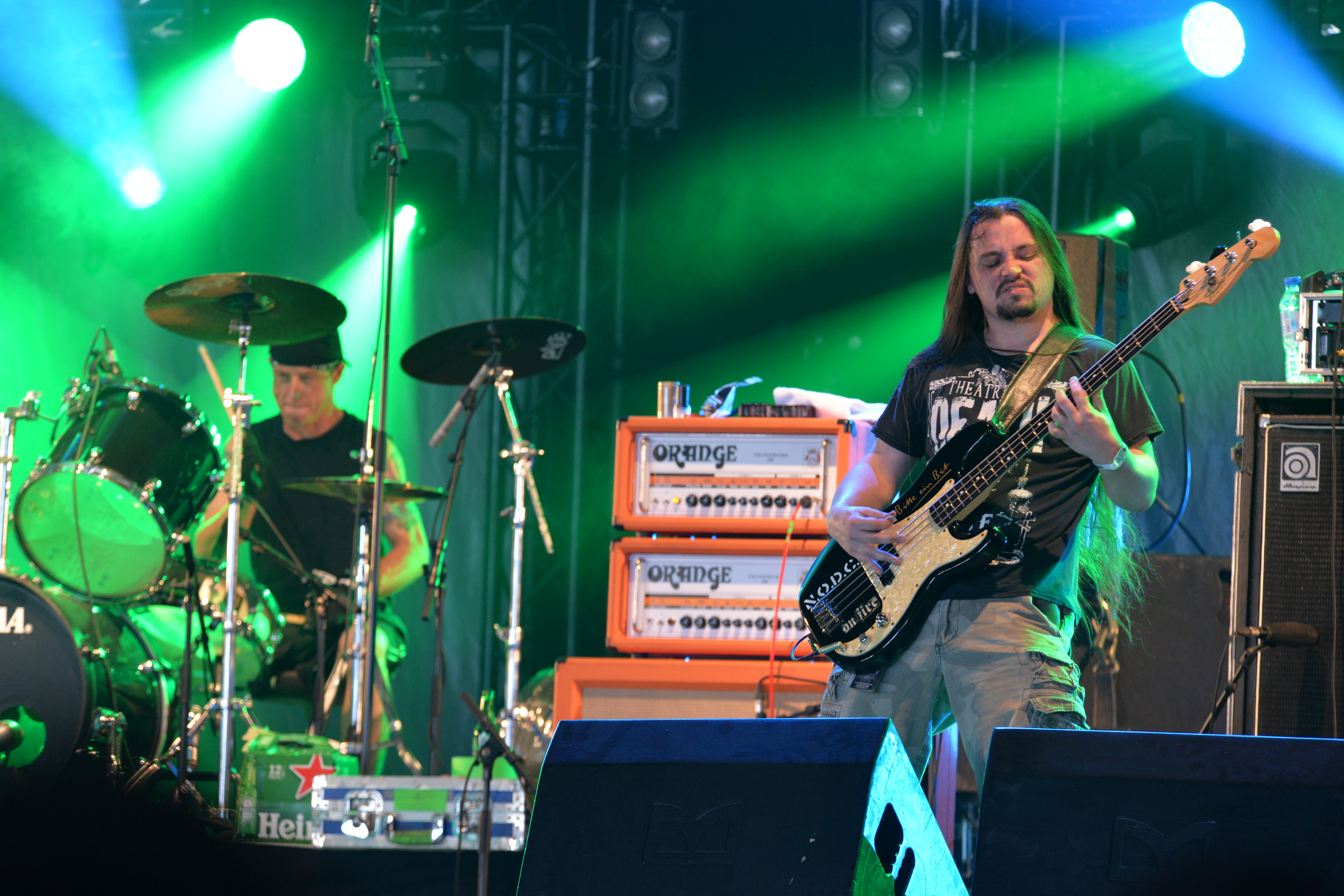
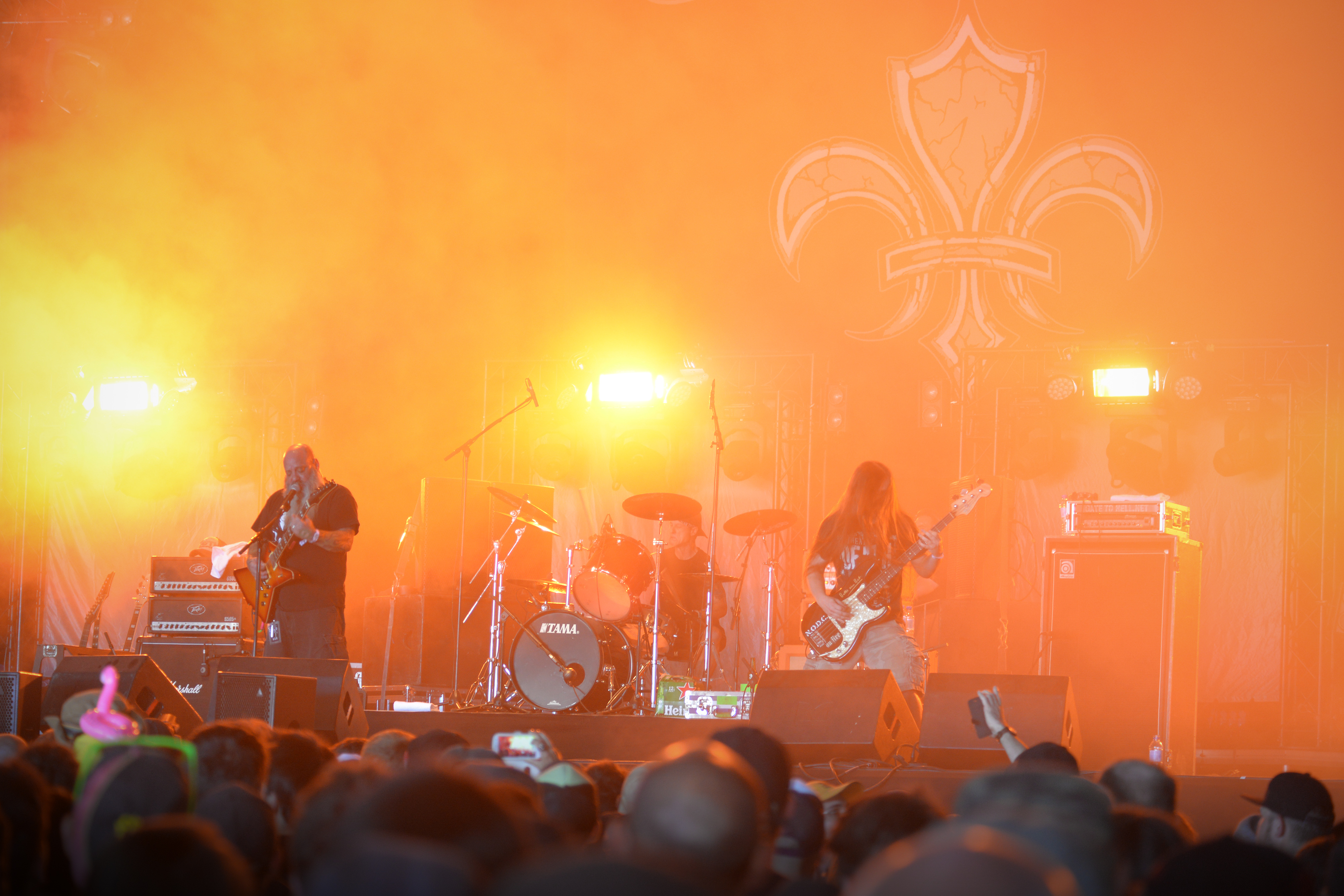
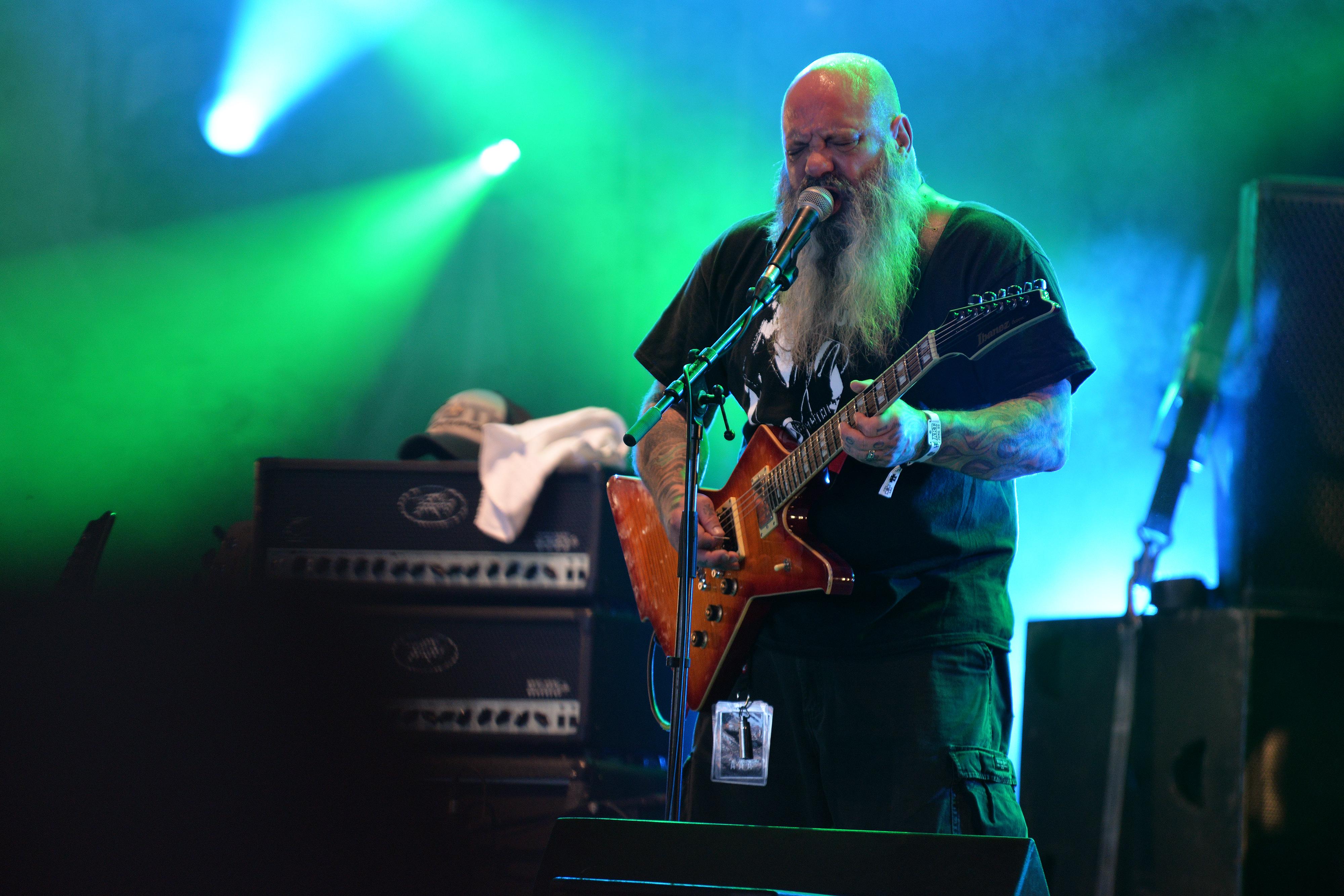
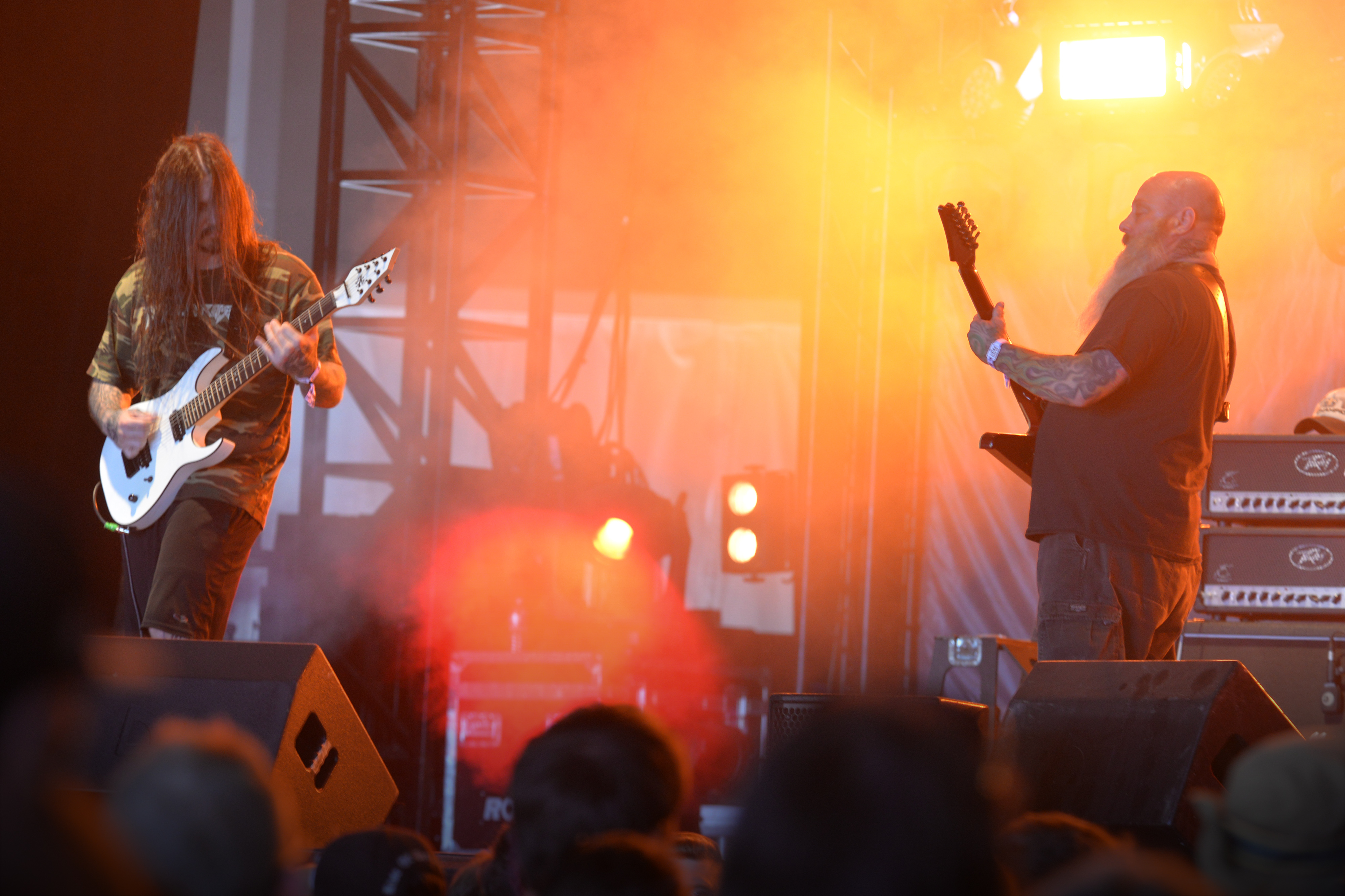

## Membres

### Membres actuels
- Kirk Windstein - chant, guitare (depuis 1989)
- Todd « Sexy T » Strange - basse (1989–2000 et depuis 2016)
- Matt Brunson - guitare, chœurs (depuis 2009)
- Tommy Buckley - batterie (depuis 2005)

### Anciens membres
- Mike Savoie - basse (1989)
- Wayne « Doobie » Fabra - batterie (1991)
- Travis - guitares (1991)
- Craig Nunenmacher - batterie (1991–1995, 2000, 2004 - 2005)
- Kevin Noonan - guitares (1989–1990, 1991-1993)
- Matt Thomas - guitares (1993–1997)
- Jay Abbene - guitares (intervient dans quelques spectacles à la fin de 1996)
- Jimmy Bower - batterie (1989-1990, 1996–1998)
- Sammy Duet - guitares (1998–2002)
- Sid Montz - batterie (2000)
- Tony Costanza - batterie (2001)
- Rex Brown - basse, guitare acoustique, clavier (2004-2005)
- Steve Gibb (fils de Barry Gibb) - guitare, chœurs (2004-2009)
- Patrick Bruders - basse (2005-2013)
- Jeff Golden - basse (2013-2016)

## Discographie

### Démos
- 1989 : Aftershock (autoproduction)
- 1990 : Slugs (autoproduction)

### Albums studio
- 1991 : Obedience Thru Suffering
- 1993 : Crowbar
- 1995 : Time Heals Nothing
- 1996 : Broken Glass
- 1998 : Odd Fellows Rest
- 2000 : Equilibrium
- 2001 : Sonic Excess in Its Purest Form
- 2005 : Lifesblood for the Downtrodden
- 2011 : Sever the Wicked Hand
- 2014 : Symmetry in Black
- 2016 : The Serpent Only Lies
- 2022 : zero and below

### Vidéographie
- 1991 : Subversion
- 1993 : All I Had (I Gave)
- 1993 : Existence Is Punishment
- 1995 : The Only Factor
- 1996 : Broken Glass
- 1997 : Like Broken
- 2000 : I Feel the Burning Sun
- 2005 : Dead Sun (filmé à Miami, Floride aux alentours d’août 2004 et dirigé par John-Martin Vogel et Robert Lisman)
- 2005 : Lasting Dose (live)
- 2005 : Planets Collide (live)
- 2005 : Scattered Pieces Lay (live)
- 2005 :  Slave No More (Filmé à Miami, Floride le 21 juin 2005 et dirigé par John-Martin Vogel et Robert Lisman)